# مانويل فيغا
مانويل فيغا هو لاعب كرة قاعدة كوبي، ولد في 9 أغسطس 1975.

## وصلات خارجية
- مانويل فيغا على موقع أوليمبيديا (الإنجليزية)